# Bê bối tình dục của Ngô Diệc Phàm
Vụ bê bối tình dục của Ngô Diệc Phàm là những sự kiện liên quan đến nam rapper kiêm diễn viên người Canada gốc Trung Quốc Ngô Diệc Phàm khi anh phải đối mặt với hàng loạt cáo buộc hiếp dâm phụ nữ, bao gồm cả trẻ vị thành niên. Được giới truyền thông Trung Quốc gọi bằng những cái tên như Vụ Ngô Diệc Phàm – Đô Mỹ Trúc, Vụ Ngô Diệc Phàm tuyển phi bàn rượu hay Vụ Burning Sun Trung Quốc, sự kiện này đã có những ảnh hưởng sâu rộng lên nền công nghiệp giải trí Trung Quốc và đồng thời được xem như một lời "cảnh cáo nghiêm khắc" đối với văn hóa sùng bái người nổi tiếng của giới trẻ mà chính quyền nước này coi là một tệ nạn xã hội.
Vụ lùm xùm chính thức bắt đầu khi hàng loạt cô gái, đầu tiên là một nữ sinh năm 2002 tên Đô Mỹ Trúc, đồng loạt lên tiếng tố cáo Ngô Diệc Phàm lừa gạt, dụ dỗ những cô gái trẻ. Đô Mỹ Trúc đưa ra những bằng chứng chứng minh Ngô Diệc Phàm có một tài khoản WeChat dùng cho mục đích "tuyển thê thiếp", với yêu cầu tuyển chọn là các cô gái phải sinh sau năm 2000, đang trong độ tuổi thi đại học. Sau nhiều ngày im lặng, phía Ngô Diệc Phàm đã lên tiếng phủ nhận những cáo buộc trên.
Trong bối cảnh căng thẳng, một người tên là Lưu Điều Điều ở Giang Tô vì muốn thừa cơ trục lợi đã mạo danh đôi bên để đàm phán. Họ Lưu giả danh Đô Mỹ Trúc liên hệ với phía Ngô Diệc Phàm, ngược lại anh ta giả danh luật sư của Ngô Diệc Phàm để tiếp cận Đô Mỹ Trúc. Chính điều này đã góp phần gia tăng mâu thuẫn giữa hai phía, dẫn tới việc cả hai bên cáo buộc đối phương có ý định lừa đảo, tống tiền.
Dù chưa nhận được bất kỳ đơn tố cáo từ các nạn nhân cũng như từ Ngô Diệc Phàm, nhưng sau khi mẹ Ngô Diệc Phàm báo án rằng con mình bị tống tiền, phía cảnh sát đã chính thức vào cuộc. Cảnh sát sau đó đã phát hiện và khoanh vùng được Lưu Điều Điều nhưng đồng thời trong quá trình mở rộng điều tra, họ cũng phát hiện hành vi sai phạm của Ngô Diệc Phàm. Sau khi bị xác định có hành vi phạm pháp với các cô gái trẻ, Ngô Diệc Phàm đã bị tạm giam vì tình nghi cưỡng dâm trẻ vị thành niên vào ngày 31 tháng 7. Tối ngày 16 tháng 8, Viện kiểm sát Nhân dân quận Triều Dương chính thức phê chuẩn quyết định bắt giữ Ngô Diệc Phàm về hành vi hiếp dâm.

## Diễn biến

### Những lùm xùm tình ái ban đầu
Ngày 28 tháng 5 năm 2021, trên mạng xã hội xuất hiện một loạt hình ảnh ghi lại cảnh hẹn hò của Ngô Diệc Phàm với một cô gái lạ mặt cùng tin đồn rằng anh đã bao trọn một rạp chiếu phim để cả hai có không gian riêng tư. Cô gái đi cùng Ngô Diệc Phàm nhanh chóng được xác định là Trần Tử Di (陈紫怡) — một hot girl nổi tiếng tại Trung Quốc với tài khoản Weibo mang tên "Tiểu Di đồng học" (小怡同学). Trần Tử Di sinh năm 2003, là sinh viên Trường Cao đẳng Nghệ thuật Chiết Giang. Sau khi những hình ảnh trích xuất từ camera an ninh của rạp bị phát tán trên mạng, phía Ngô Diệc Phàm đã tuyên bố khởi kiện cụm rạp vi phạm pháp luật khi xâm phạm quyền riêng tư của người khác. Anh tuyên bố đã thuê rạp phim để xem phim cùng bạn bè và cáo buộc nhân viên rạp phim cắt ghép hình ảnh của anh lúc mới vào rạp và sau khi xem xong phim từ camera an ninh để phát tán trên mạng.
Ngày 2 tháng 6 năm 2021, tài khoản  Weibo tên Lưu Mỹ Lệ (刘美丽) đăng tải một bài viết kèm theo ảnh chụp màn hình đoạn chat giữa cô và bạn thân Đô Mỹ Trúc (都美竹) với hy vọng "đông đảo fan hâm mộ có thể nhận biết rõ hành vi tra nam của Ngô Diệc Phàm tiên sinh". Theo bài viết mà Lưu Mỹ Lệ chia sẻ, Ngô Diệc Phàm và Đô Mỹ Trúc đã bắt đầu quan hệ yêu đương từ tháng 12 năm 2020, nhưng đến tháng 4 năm 2021 thì anh đột ngột biến mất không dấu vết. Tận cuối tháng 5, khi tin đồn về việc Ngô Diệc Phàm hẹn hò cùng Trần Tử Di được lan truyền rộng rãi trên mạng xã hội, Đô Mỹ Trúc mới phát hiện rằng anh đã có người khác, khiến cô "tổn thương tinh thần" và phải bỏ học. Để chứng minh lời nói của mình, Lưu Mỹ Lệ trong bài viết còn đính kèm một bức ảnh tự chụp nửa mặt mà Ngô Diệc Phàm đã gửi riêng cho Đô Mỹ Trúc.

### Cáo buộc xâm hại tình dục
Hơn một tháng sau vụ việc trên, Đô Mỹ Trúc vào ngày 8 tháng 7 năm 2021 đã đăng một bài viết mới lên trang Weibo cá nhân tố cáo Ngô Diệc Phàm có một tài khoản Wechat đặc biệt dùng để liên hệ với những cô gái trẻ đang trong lứa tuổi vị thành niên. Cô cáo buộc Ngô Diệc Phàm dùng các lý do như "tuyển nữ chính đóng MV" hoặc "phòng làm việc ký kết [hợp đồng] với nghệ sĩ mới" để mời các cô gái tới tiệc tùng, cùng "vui vẻ" rồi thừa cơ chuốc rượu say và xâm hại tình dục họ. Ngô Diệc Phàm đã sử dụng những câu từ tán tỉnh như "Anh có cảm tình với em" để dỗ ngọt các cô gái. Theo Đô Mỹ Trúc, trong số 8 nạn nhân, 2 người (bao gồm cô) chưa đủ 18 tuổi. Trước những lời cáo buộc đến từ Đô Mỹ Trúc, phía công ty của Ngô Diệc Phàm đã lên tiếng phủ nhận và yêu cầu cô gỡ bỏ những nội dung "không đúng sự thật". Ngô Diệc Phàm cũng tuyên bố sẽ ủy thác luật sư thu thập chứng cứ nhằm khởi kiện Đô Mỹ Trúc "làm tổn hại nghiêm trọng danh dự và quyền lợi" của anh.
Trong bài viết đăng lên trang Weibo cá nhân vào ngày 16 tháng 7 năm 2021, Đô Mỹ Trúc tuyên bố rằng ngày càng có nhiều người bị hại khác liên hệ cô để tìm sự giúp đỡ, đồng thời tuyên bố rằng thứ mà cô cần là sự công bằng, chứ không phải tiền bồi thường. Đô Mỹ Trúc cũng chia sẻ rằng cô bị tổn thương về thể xác lẫn tinh thần và vẫn đang phải điều trị bằng liệu pháp sốc điện. Trong bài đăng vào ngày 17 tháng 7, cô tiếp tục đưa ra nhiều chứng cứ chứng minh những gì mình nói là thật. Khi càng có nhiều nạn nhân liên hệ, Đô Mỹ Trúc nhận ra tuổi của những người bị Ngô Diệc Phàm sàm sỡ giảm dần và phát biểu rằng: "Anh yêu cầu tuyển chọn những cô gái sinh sau năm 2000, đang trong kỳ thi tuyển sinh đại học. Các cô gái được đưa đến bàn rượu mua vui, bị chuốc rượu say […] phải trải qua việc bị cưỡng dâm bởi một hoặc nhiều người. Chúng tôi căm hận anh!"
Ngày 18 tháng 7 năm 2021, Đô Mỹ Trúc trong bức thư "quyết chiến" nói rằng Ngô Diệc Phàm không dùng bao cao su lúc quan hệ và khi trên giường đã nói "của anh lớn lắm, em cố chịu đựng chút nhé" và chỉ trích việc anh đã "ngạo mạn" hỏi cô rằng "[Dương vật] của anh to không? Mấy bạn gái cũ đều khen to" trong khi thời gian quan hệ của anh này chỉ khoảng 2–3 phút. Cô đề nghị anh đổi tên thành "Ngô Thiêm" (吴签; n.đ. '"cây tăm"'), nói rằng cảm giác "giống như ngoáy mũi, vốn dĩ phải dùng ngón tay nhưng lại chỉ có thể dùng tăm". Đô Mỹ Trúc cũng khẳng định rằng với những bằng chứng mà cô đang nắm trong tay, Ngô Diệc Phàm có thể đối mặt với mức án 10 năm tù. Cô tuyên bố sẽ tung bằng chứng khiến Ngô Diệc Phàm "thân bại danh liệt" nếu trong vòng 24 giờ không tổ chức họp báo, viết thư xin lỗi các nạn nhân và tuyên bố rút khỏi ngành công nghiệp giải trí. Cũng trong bức thư, cô nói:
| …… 我清楚地知道，我的人生肯定已經毀了，雖然我只和吳一人發生過性關係，但大眾早已經認為我是爛褲襠，我將來我的老公，我的婆婆只要吵架肯定動不動就要拿這個說事，沒準我的孩子在幼兒園還會被叫做公交車的孩子。我的人生是毀了，但是我不能毀了她們的。因為，我，是個人 …… | … Tôi biết rõ cuộc đời tôi đã bị huỷ hoại rồi. Tôi tuy mới phát sinh quan hệ với một mình Ngô Diệc Phàm, thế nhưng công chúng đều cho rằng tôi là quần đã rách đũng. Trong tương lai, chồng và mẹ chồng tôi khi cãi nhau với tôi có lẽ sẽ động một chút là lại cứ lôi chuyện này ra nói. Không chừng con tôi sau này đi nhà trẻ sẽ bị người ta gọi là con của "xe bus công cộng". Cuộc đời tôi bị huỷ rồi, nhưng tôi không thể huỷ hoại những cô gái ấy, bởi vì tôi là một con người … |
| | |

### Hòa giải thất bại
Ngày 16 tháng 7 năm 2021, Đô Mỹ Trúc công bố những hình ảnh chụp màn hình đoạn chat giữa cô và một tài khoản mang tên "Truyền thông Văn hóa Bắc Kinh Phàm Thế", được cho là tài khoản của công ty Ngô Diệc Phàm. Tài khoản này tuyên bố rằng "đoàn đội đã thuê luật sư chuyên nghiệp rồi, vả lại luật sư cũng chắc chắn sẽ kiện thắng cô, nhưng nếu chúng ta có thể đàm phán ổn thỏa để giải quyết vấn đề, không muốn làm mọi chuyện rùm beng lên thì chúng tôi có thể dừng việc kiện cáo." Theo đó, tài khoản trên đề xuất chuyển khoản cho Đô Mỹ Trúc ¥1.000.000 để cô xóa bài viết và rút lại những thông tin chưa được xác thực cũng như đăng bài xin lỗi. Tuy nhiên Đô Mỹ Trúc không đồng ý xin lỗi, nói rằng cô là người bị hại, đồng thời đòi đối phương phải trả ¥8.000.000 cho cả 8 người bị hại. Sau một hồi thương lượng, tài khoản "Văn hóa Bắc Kinh Phàm Thế" đề nghị sẽ chi cho cô ¥2.000.000, chỉ cần cô xóa bài đăng Weibo. Ban đầu Đô Mỹ Trúc dự định sẽ chấp nhận, nhưng với điều kiện phía Ngô Diệc Phàm phải gửi văn bản xin lỗi. Tuy nhiên, do đối phương không chấp thuận lời đề nghị trên và yêu cầu phải công khai danh tính của 7 cô gái còn lại, Đô Mỹ Trúc cho rằng đối phương thiếu thiện ý, dẫn tới cuộc đàm phán đi vào ngõ cụt.
Đô Mỹ Trúc cũng cho biết rằng cô 2 lần nhận được số tiền chuyển khoản trước với tổng giá trị là ¥500.000 từ hai tài khoản "WU YI FAN" và "WU STACEY YU". Tài khoản thứ hai được cho là của mẹ Ngô Diệc Phàm – Ngô Tú Cần (吴秀芹). Cuối ngày 18 tháng 7, Đô Mỹ Trúc đăng tải bằng chứng chứng minh cô đã hoàn trả lại số tiền trên.

### Phản ứng từ phía Ngô Diệc Phàm
Ngày 19 tháng 7 năm 2021, sau nhiều ngày im lặng trước những lời cáo buộc từ phía Đô Mỹ Trúc, Ngô Diệc Phàm đã lên tiếng:
| …… 之前沒有回應是因為不想干擾司法程序的推進，但沒想到我的沉默卻縱容了造謠者的變本加厲，我已忍無可忍！本人只在2020年12月5日的朋友聚會中見過都女士一次，沒有灌酒、沒有收手機、更沒有她描述的各種“細節”，當天聚會人很多，都會作證！我很抱歉打擾到大家。我申明，從來沒有過什麼“選妃”！沒有“誘姦”“迷姦”！沒有什麼“未成年”！如果有這類行為，請大家放心，我會自己進監獄！！我對自己上述的所有話負法律責任！…… | … Trước đó tôi không lên tiếng vì không muốn gây ảnh hưởng tới quá trình xét xử kiện tụng, nhưng tôi không muốn sự im lặng của mình lại dung túng cho những kẻ tạo lời đồn làm mọi chuyện trầm trọng thêm. Tôi không thể nhẫn nhịn thêm được nữa rồi! Tôi chỉ gặp cô ấy một lần trong buổi tụ tập bạn bè vào ngày 5 tháng 12 năm 2020. Không hề có chuyện chuốc rượu, không thu điện thoại di động và càng không có những chi tiết như cô ấy miêu tả. Ở buổi tiệc hôm đó có rất nhiều người, họ sẽ làm chứng! Tôi xin lỗi vì đã làm phiền mọi người. Tôi xin được thanh minh rằng chưa bao giờ có chuyện 'tuyển phi'! Không có chuyện 'dụ dỗ', 'chuốc thuốc mê hiếp dâm'! Không có chuyện '[trẻ] vị thành niên'! Nếu tôi có hành vi như vậy, thì xin mọi người hãy yên tâm, tôi sẽ tự đi vào tù! Tôi xin chịu trách nhiệm trước pháp luật về tất cả những lời nói của mình! … |
| | |

Cũng trong ngày 19 tháng 7, studio của Ngô Diệc Phàm thông báo đã báo lên cảnh sát để họ tiến hành điều tra vụ việc, đồng thời tố cáo những bài viết và bài phỏng vấn của Đô Mỹ Trúc là sai sự thật. Studio cũng khẳng định rằng họ chưa hề đăng ký tài khoản WeChat và những tấm ảnh chụp màn hình mà Đô Mỹ Trúc tung ra đều là giả. Vào buổi tối hôm đó, studio Ngô Diệc Phàm đã đăng tải một văn bản thanh minh gồm 10 điều, trong đó một lần nữa khẳng định rằng Ngô Diệc Phàm và Đô Mỹ Trúc mới chỉ gặp nhau một lần vào tháng 12 năm 2020, song những bức hình chụp đoạn chat giữa cô và với tài khoản "Phàm thế văn hóa" là giả. Bên cạnh đó, được biết mẹ Ngô Diệc Phàm do không chịu được áp lực từ những tố cáo của Đô Mỹ Trúc nên đã chuyển ¥500.000 cho cô.
Ngô Diệc Phàm tố cáo Đô Mỹ Trúc đã gửi liên tiếp cho anh nhiều e-mail với mục đích tống tiền và rằng cô không một mình lên kế hoạch gài bẫy anh mà được một nhóm người đứng sau hậu thuẫn. Anh cũng cáo buộc rằng Đô Mỹ Trúc nói dối vì chưa nhận lại được số tiền ¥180.000 trong số ¥500.000 mà mẹ anh đã chuyển cho cô.

## Điều tra
Ngày 14 tháng 7 năm 2021, Ngô Tú Cần — mẹ của Ngô Diệc Phàm — báo cảnh sát rằng con trai bà bị tống tiền. Ngày 22 tháng 7, cảnh sát Triều Dương, Bắc Kinh đã ra văn bản chính thức thông tin về vụ việc. Ngày 31 tháng 7, Ngô Diệc Phàm bị cảnh sát Bắc Kinh giam giữ hình sự để điều tra về nghi vấn cưỡng dâm.

### Quan hệ giữa Ngô Diệc Phàm và Đô Mỹ Trúc
Theo văn bản chính thức của cảnh sát Triều Dương vào ngày 22 tháng 7 năm 2021, giữa Ngô Diệc Phàm và Đô Mỹ Trúc tồn tại mối quan hệ như sau:
| 2020年12月5日22时许，吴亦凡执行经纪人冯萌以挑选MV女主角面试为由约都美竹等人到吴亦凡家参加聚会。都美竹酒后在吴亦凡家留宿，10余人共同玩桌游并饮酒，次日凌晨至7时许，其他聚会人员陆续离开，都美竹酒后在吴亦凡家中留宿，两人发生性关系。当日下午，都美竹在吴亦凡家中用餐后自行离开，期间两人互相添加微信。12月8日，吴亦凡给都某竹转账3.2万元用于網路购物。此后至2021年4月期间，两人保持微信联系。 | Vào khoảng 22 giờ ngày 5 tháng 12 năm 2020, đại diện của Ngô Diệc Phàm là Phùng Manh lấy lý do phỏng vấn nữ chính đóng video âm nhạc đã hẹn Đô Mỹ Trúc đến nhà của Ngô Diệc Phàm tham gia tụ tập. Hơn 10 người tụ tập chơi board game và cùng nhau uống rượu. Từ rạng sáng đến 7 giờ sáng ngày kế tiếp, những người tụ tập lần lượt rời đi. Riêng Đô Mỹ Trúc sau khi uống rượu say thì ngủ lại tại nhà Ngô Diệc Phàm, hai người phát sinh quan hệ tình dục. Chiều cùng ngày, Đô Mỹ Trúc dùng cơm tại nhà Ngô Diệc Phàm rồi sau đó tự rời đi. Hai người có add tài khoản Wechat của nhau. Ngày 8 tháng 12, Ngô Diệc Phàm chuyển khoản cho Đô Mỹ Trúc ¥32.000 để mua sắm online. Sau đó đến tháng 4 năm 2021, hai người vẫn giữ liên lạc qua Wechat. |
| | |

### Các bài đăng của Đô Mỹ Trúc
Theo báo cáo của Cảnh sát Triều Dương vào ngày 22 tháng 7 năm 2021:
| 2021年6月，都美竹与好友刘某文商议，在网上公开与吴某凡交往过程以提升网络知名度，遂由刘某文于6月2日以"刘美丽同学_"微博账号发布都某竹被吴某凡"冷暴力"的博文，7月8日至7月11日，都美竹跟进发布3篇博文。7月13日，网络写手徐某为牟取利益，主动联系都美竹，经商议后，共同策划并由徐某撰写"决战"等余篇微博文案，7月16日起由都美竹通过微博账号陆续发布。 | Tháng 6 năm 2021, Đô Mỹ Trúc cùng bạn tốt là Lưu Mỹ Lệ nói chuyện với nhau, công khai trên mạng chuyện qua lại với Ngô Diệc Phàm nhằm tìm kiếm sự nổi tiếng. Ngày 2 tháng 6, tài khoản Weibo mang tên "刘美丽同学_" (Lưu Mỹ Lệ đồng học) đăng post nói về chuyện Đô Mỹ Trúc bị Ngô Diệc Phàm bạo hành lạnh. Ngày 7 tháng 7 đến ngày 11 tháng 7, Đô Mỹ Trúc có đăng 3 post Weibo. Ngày 13 tháng 7, một người dùng mạng họ Từ vì muốn kiếm chác lợi ích đã chủ động liên lạc với Đô Mỹ Trúc. Sau khi bàn bạc, người họ Từ đã soạn bài "quyết chiến" và nhiều bài đăng Weibo khác. Ngày 16 tháng 7 thì [những bài đăng này] bắt đầu được đăng tải thông qua Weibo của Đô Mỹ Trúc. |
| | |

### Người họ Lưu lừa đảo
Sau khi nhận được báo án từ bà Ngô Tú Cần, cảnh sát Triều Dương tiến hành điều tra và khoanh vùng được nghi phạm Lưu Điều Điều. Ngày 18 tháng 7 năm 2021, cảnh sát đã bắt được người này ở Nam Thông, Giang Tô. Sau khi bị bắt, họ Lưu thú nhận tội danh lừa đảo và hiện đang bị tạm giữ hình sự. Liên quan đến nghi phạm họ Lưu giả mạo hai bên Đô Mỹ Trúc lẫn Ngô Diệc Phàm lừa đảo, phía cảnh sát tóm tắt lại vụ việc như sau:
| 2021年6月，犯罪嫌疑人刘迢迢看到都某竹和吴亦凡的网络炒作信息后，遂产生冒充相关关系人对涉事双方进行诈骗的想法。[…] 7月10日，刘某迢利用获取的信息冒用都美竹名义与吴亦凡律师联系，以双方达成和解为名索要300万元赔偿，并将自己和都美竹的银行账户一并发给吴亦凡律师。同时，刘迢迢使用"北京凡世文化传媒"微信账号，自称系吴亦凡律师，与都美竹协商达成300万元的和解赔偿，但双方未签署和解协议。7月11日，吴亦凡母亲分两次向都某竹账户转账50万元。此后，未得到钱款的刘迢迢继续冒充都某竹，向吴亦凡律师索要剩余250万元未遂。后又冒充吴亦凡律师要求都美竹簽署和解协议，否则索回50万元。都美竹同意退款后，刘迢迢冒充吴亦凡律师将本人的支付宝账号提供给都美竹，都美竹陆续向该账号转账18万元。 | Tháng 6 năm 2021, nghi phạm Lưu Điều Điều sau khi nhìn thấy các loại tin tức về Đô Mỹ Trúc và Ngô Diệc Phàm đã nảy sinh ý tưởng giả mạo các bên liên quan để lừa gạt cả hai bên […] Ngày 10 tháng 7, họ Lưu sử dụng thông tin có được để mạo danh Đô Mỹ Trúc liên lạc với luật sư của Ngô Diệc Phàm, thỏa thuận đòi bồi thường ¥3.000.000 và đưa số tài khoản ngân hàng của mình lẫn Đô Mỹ Trúc cho phía luật sư của Ngô Diệc Phàm. Đồng thời Lưu Điều Điều sử dụng tài khoản Wechat giả có tên "Truyền thông Văn hóa Bắc Kinh Phàm Thế" và tự nhận là luật sư của Ngô Diệc Phàm để thương lượng với Đô Mỹ Trúc về khoản tiền bồi thường ¥3.000.000, nhưng đôi bên không ký thỏa thuận hòa giải. Ngày 11 tháng 7, mẹ Ngô Diệc Phàm 2 lần chuyển khoản ¥500.000 trực tiếp cho Đô Mỹ Trúc. Sau đó, do không nhận được tiền, Lưu Điều Điều tiếp tục giả mạo Đô Mỹ Trúc, liên hệ luật sư của Ngô Diệc Phàm nhằm đòi số tiền ¥2.500.000 còn lại. Sau đó nghi phạm lại tiếp tục giả mạo luật sư của Ngô Diệc Phàm yêu cầu Đô Mỹ Trúc ký thỏa thuận hòa giải, nếu không phải hoàn trả ¥500.000. Đô Mỹ Trúc đồng ý trả lại tiền, Lưu Điều Điều cung cấp cho Đô Mỹ Trúc tài khoản Alipay của mình, Đô Mỹ Trúc chuyển dần ¥180.000 cho tài khoản này. |
| | |

### Ngô Diệc Phàm bị bắt
Tối ngày 16 tháng 8, Viện kiểm sát Nhân dân quận Triều Dương chính thức phê chuẩn quyết định bắt giữ Ngô Diệc Phàm về hành vi hiếp dâm. Có nguồn tin cho hay, Ngô Diệc Phàm không chỉ bị điều tra về hành vi hiếp dâm mà còn liên quan tới các tội danh buôn bán và sử dụng ma túy. Theo NetEase, khung hình phạt được cảnh sát đề xuất lên Viện Kiểm sát quận Triều Dương cho Ngô Diệc Phàm là tử hình.

## Ảnh hưởng
Việc Đô Mỹ Trúc đứng lên vạch trần Ngô Diệc Phàm đã nhận được sự ủng hộ mạnh mẽ từ cộng đồng khi một số bài đăng của cô đã nhận được hơn 10 triệu lượt thích trên Weibo. Hashtag #女孩帮助女孩 (#girlshelpgirls) và những hashtag khác vận động tẩy chay Ngô Diệc Phàm cũng đã thu về hàng triệu lượt xem, đồng thời góp phần gây áp lực lên các thương hiệu lớn khiến họ lần lượt chấm dứt quan hệ hợp tác với anh. Sau khi Ngô Diệc Phàm bị phía cảnh sát bắt giam, tài khoản Weibo với hơn 51 triệu người theo dõi cũng như tài khoản Douyin của anh đã bị vô hiệu hóa. Các nền tảng trực tuyến như Tencent, iQiyi và Youku cũng đồng loạt gỡ bỏ khoảng 1,9 triệu video ngắn và hơn 7000 video chương trình giải trí có mặt anh.

### Lệnh phong sát
Ngày 20 tháng 7 năm 2021, Hiệp hội Sản xuất Phim truyền hình Trung Quốc đã ra văn bản chính thức yêu cầu các đơn vị sản xuất tạm ngừng mọi hoạt động hợp tác với Ngô Diệc Phàm. Nhằm đảm bảo yếu tố tiêu cực không gây ảnh hưởng đến ngành và tránh những tổn thất không đáng có cho các đơn vị thuộc lĩnh vực truyền hình, cơ quan này yêu cầu các đơn vị sản xuất phải dừng mọi hoạt động thương thảo với Ngô Diệc Phàm, đồng thời phải "nâng cao nhận thức về rủi ro và cảnh giác với các tác nhân có đạo đức xấu".

### Các thương hiệu hủy hợp đồng
Ngày 19 tháng 7 năm 2021, các thương hiệu như nội thất Vatti, trà Master Kong, khăn giấy Tempo, nước giặt Libai, Porsche hay tựa game Vương giả vinh diệu đồng loạt tuyên bố chấm dứt hợp tác với Ngô Diệc Phàm. Tuy nhiên, vào thời điểm bấy giờ, một vài thương hiệu quốc tế như Louis Vuitton vẫn chưa chính thức tuyên bố chấm dứt hợp đồng mà chỉ tạm thời ẩn các bài đăng có liên quan đến người đại diện thương hiệu Ngô Diệc Phàm trên Weibo. Họ chỉ ban hành một văn bản bày tỏ rằng họ rất coi trọng các cáo buộc đối với Ngô Diệc Phàm và sẽ đình chỉ mối quan hệ hợp tác với anh khi kết quả điều tra tư pháp được công bố.
Ngày 20 tháng 7 năm 2021, các thương hiệu Bvlgari, L'Oreal cũng chính thức tuyên bố kết thúc quan hệ hợp tác với Ngô Diệc Phàm. Cùng ngày, Ubisoft quyết định xóa bỏ ca khúc Bát mỳ lớn của Ngô Diệc Phàm ra khỏi trò chơi Just Dance nhằm "mang đến cho người chơi trải nghiệm chơi tích cực và lành mạnh."
Ngày 23 tháng 7 năm 2021, sau khi phía cảnh sát công bố những thông tin liên quan tới Ngô Diệc Phàm, Louis Vuitton đã đăng bài lên trang Weibo chính thức của hãng, tuyên bố chấm dứt quan hệ hợp tác với anh. Tính đến thời điểm đó, đã có tổng cộng 12 thương hiệu, từ hàng gia dụng tới đồ xa xỉ, chấm dứt hợp đồng với Ngô Diệc Phàm.

### Hoãn phát sóng phim truyền hình
Thanh trâm hành – bộ phim hợp tác giữa Ngô Diệc Phàm và Dương Tử tuy đã hoàn tất quay phim nhưng chưa được lên sóng – chính thức bị hoãn chiếu vô thời hạn. Nhà sản xuất Tencent được dự đoán có thể sẽ dùng công nghệ deepfake để xóa đi gương mặt của Ngô Diệc Phàm và thay thế bằng một diễn viên khác, nhưng điều này sẽ khiến kinh phí sản xuất tăng lên cũng như kéo dài thời gian hoàn vốn.

### Phong trào nữ quyền
Sự kiện Ngô Diệc Phàm bị cảnh sát bắt giữ được các nhà hoạt động nữ quyền Trung Quốc ca ngợi như một thắng lợi hiếm thấy cho Phong trào #MeToo trong bối cảnh Đảng Cộng sản Trung Quốc áp đặt những ràng buộc nghiêm ngặt đối với các hoạt động bất đồng chính kiến. Giới chức trách Trung Quốc không khuyến khích phụ nữ tố cáo hành vi hiếp dâm và các loại hình sàm sỡ khác. Trước Đô Mỹ Trúc, nhiều nạn nhân nữ đã lựa chọn giữ im lặng vì có những trường hợp nạn nhân nữ đứng ra tố cáo hành vi sàm sỡ tình dục đã phải nhận phản ứng dữ dội từ cả dư luận lẫn giới chức trách.